# Ellen Schlüchter
Ellen Schlüchter geborene Jähn (* 26. April 1938 in Berlin; † 21. August 2000 in Bochum) war eine deutsche Rechtswissenschaftlerin. Sie lehrte als Professorin für Strafrecht und Strafprozessrecht an den Universitäten Köln, Würzburg und Bochum.

## Leben
Schlüchter studierte Rechtswissenschaften, Psychologie, Wirtschaftswissenschaften und Philosophie an der Johann Wolfgang Goethe-Universität Frankfurt. Neben ihrem Studium arbeitete sie in der Wirtschaftsprüfer- und Steuerberaterkanzlei ihres Vaters mit. Nach dem ersten juristischen Staatsexamen im Jahr 1963 absolvierte sie das Referendariat in Baden-Württemberg.
Im Anschluss an das zweite juristische Staatsexamen (1967) wirkte sie zunächst im Justizdienst als Assessorin und Richterin, später als Staatsanwältin mit Schwerpunkt Wirtschaftskriminalität in Ellwangen. 1974 ließ sie sich als Staatsanwältin im Hochschuldienst an die Universität Tübingen abordnen, wo sie 1976 zum Dr. Jur. promoviert wurde. 1978 wechselte sie an die Universität Konstanz, wo sie zur Gruppenleiterin (als erste Staatsanwältin im Hochschuldienst) befördert wurde. Weiterhin hatte sie einen Lehrauftrag an der Universität Tübingen inne. Dort habilitierte sie sich 1982 mit einer Schrift über den Irrtum über normative Tatbestandsmerkmale im Strafrecht und erhielt die Venia legendi (Lehrbefugnis) für Strafrecht und Strafprozessrecht.
Schlüchter lehrte und forschte als Professorin im Bereich des Strafrechts und Strafprozessrechts: von 1984 bis 1987 an der Universität Köln, von 1987 bis 1995 an der Universität Würzburg und von 1995 bis 2000 an der Ruhr-Universität Bochum. Während ihrer Tätigkeit als erste Juraprofessorin der Universität Würzburg wurde sie zudem die erste Frauenbeauftragte (1988–1990) und später Vizepräsidentin der Universität. Sie war die akademische Lehrerin von Rechtswissenschaftlern wie zum Beispiel Gunnar Duttge und Generalbundesanwalt Peter Frank.
Ellen Schlüchter war mit dem Rechtsanwalt und Diplom-Kaufmann Horst Schlüchter verheiratet und Mutter zweier Kinder.

## Wissenschaftliche Schwerpunkte
Als Gutachterin für den Deutschen Bundestag gab Schlüchter eine Stellungnahme zum Rechtspflegeentlastungsgesetz ab; dieses Gutachten wurde später vom Nomos-Verlag unter dem Titel Weniger ist mehr veröffentlicht. Im Rahmen eines Projektes für die Europäische Kommission erstellte Schlüchter eine Studie zum Cash settlement im Bereich der Landwirtschaft. Im Bereich der Rechtsvergleichung zwischen dem anglo-amerikanischen Case Law (Fallrecht) und dem kontinental-europäischen Statute Law (Gesetzesrecht) zeigte Schlüchter die Mittlerfunktion der Präjudizien, also die Gemeinsamkeiten beider Rechtssysteme auf, die in der Bindungswirkung der Leitentscheidungen der obersten Gerichte liegen.
Im Bereich des Jugendstrafrechts setzte sich Schlüchter für den Erziehungsgedanken ein, damit jugendliche Straftäter wieder auf den Pfad des Rechts gebracht werden und publizierte ein Plädoyer für den Erziehungsgedanken (De Gruyter). Den Strafprozess verstand Ellen Schlüchter als eine Interaktion, also als ein Zusammenwirken aller Prozessbeteiligten. Dieses Zusammenwirken spiegele die Dynamik des Prozesses wider. In ihrem Werk Das Strafverfahren werden diese Gedanken deutlich. Auch ihre Kommentierung des Hauptverfahrens im Systematischen Kommentar zur Strafprozessordnung zeigt diesen Ansatz.
Kritisch setzte sie mit dem Zweiten Gesetz zur Bekämpfung der Wirtschaftskriminalität (2. WikG) auseinander, im Bereich der Wirtschaftswissenschaft kritisierte sie das hektische Wirtschaften und unüberlegte Handeln von Wirtschaftsorganen, das sie als „Management by Happening“ bezeichnete. Dieses kurzsichtige Handeln sei geprägt vom Denken nur bis zum nächsten Quartalsbericht.
An der Universität Bochum führte Schlüchter multimediale Vorlesungen durch. Dieses Konzept der klaren und verständlichen Wissensvermittlung zeigte sie auch in ihren Lehrwerken mit Begründung der Reihe Kernwissen für das Gebiet des Strafprozessrechts und der Reihe Fit im Recht mit Werken zum Strafrecht und Strafprozessrecht. Daneben forschte Schlüchter zuletzt im Bereich der Fahrlässigkeit und setzte sich für die Straflosigkeit der Unachtsamkeit ein. Ihr Anliegen bestand darin, leicht fahrlässiges Verhalten aus der Strafdrohung herauszunehmen.

## Auszeichnungen
- Bundesverdienstkreuz am Bande[4]

## Publikationen (Auswahl)
- Grenzbereich von Bankrottdelikten und unternehmerischen Fehlentscheidungen. Zugl. Dissertation 1976. Mohr, Tübingen 1977, ISBN 3-16-639201-7.
- Plädoyer für den Erziehungsgedanken. De Gruyter, Berlin/New York 1994, ISBN 3-11-014299-6.
- Weniger ist mehr. Aspekte zum Rechtspflegeentlastungsgesetz. Nomos, Baden-Baden 1992, ISBN 3-7890-2733-2.
- Das Strafverfahren. Heymann, Köln u. a. 1981, 2. überarbeitete und ergänzte Auflage 1983, ISBN 3-452-19688-7.
- Steuerberatung im strafrechtlichen Risiko? Deubner, Köln 1986, ISBN 3-88606-110-8.
- Zweites Gesetz zur Bekämpfung der Wirtschaftskriminalität. Kommentar mit einer kriminologischen Einführung. Müller, Heidelberg 1987, ISBN 3-8114-2787-3.
- mit Hans-Joachim Rudolphi, Wilhelm Degener, Anna Helena Albrecht, Jürgen Wolter: SK-StPO. Systematischer Kommentar zur Strafprozessordnung mit GVG und EMRK. 10 Bände. Heymanns, Köln 2010.
- Strafrecht Allgemeiner Teil in aller Kürze. EuWi, Thüngersheim/Frankfurt am Main 2000, ISBN 3-89633-018-7.
- mit Thorsten Fülber, Holm Putzke: Herausforderung: Beschleunigtes Verfahren (§§ 417 ff. StPO). EuWi, Thüngersheim/Frankfurt am Main 1999, ISBN 3-89633-015-2.
- Grenzen strafbarer Fahrlässigkeit. Aspekte zu einem Strafrecht in Europa. EuWi, Thüngersheim/Nürnberg 1996, ISBN 3-89633-002-0.